# 잘츠부르크 공국
잘츠부르크 공국(독일어: Herzogtum Salzburg)은 1849년부터 1918년까지 현재의 오스트리아에 존재했던 공국이다.
1803년 신성 로마 제국 시대부터 1805년 오스트리아 제국에 편입될 때까지 존재했던 잘츠부르크 선제후국이 잘츠부르크 공국의 전신이다. 1848년 혁명 당시에 오스트리아 제국에서 일어난 혁명을 계기로 1849년 잘츠부르크 공국이 수립되었다.
1867년 오스트리아-헝가리 제국이 수립되면서 오스트리아-헝가리 제국의 구성국 가운데 하나가 되었다. 1918년 오스트리아-헝가리 제국이 제1차 세계 대전에서 패하면서 소멸되었다.